# Challedon
Challedon (1936-1958) est un cheval de course pur-sang anglais, élu deux fois cheval de l'année (1939 et 1940), et membre du Hall of Fame des courses américaines.

## Carrière de course
L'un des meilleurs juvenile des États-Unis en 1938, à la faveur de ses quatre victoires sur la côte Est, dont l'important Pimlico Futurity, Challedon voit le titre de 2 ans de l'année lui échapper au profit d'un certain El Chico, invaincu en sept courses, mais il se pose en prétendant pour le Kentucky Derby 1939. Dans le Derby, il subit la loi du champion Johnstown, intouchable ce jour-là, qui en remportant la course par 8 longueurs égale le record établi par Old Rosebud en 1914, et qui sera égalé ensuite (par Whirlaway en 1941 et Assault en 1946), mais jamais battu à ce jour. Dans le Preakness Stakes, deuxième manche de la Triple Couronne, tandis que Johnstown se noie sur une piste détrempée et termine cinquième, Challedon s'offre un succès classique. La belle entre les deux meilleurs 3 ans du pays n'aura pas lieu dans les Belmont Stakes, dans lesquels Challedon n'est pas engagé, laissant la voie libre à Johnstown, qui s'impose aisément. Mais les deux poulains se retrouvent deux semaines plus tard dans les Dwyer Stakes, et c'est bien Johnstown qui prend le dessus, de loin, tandis que Challedon termine troisième. Le quatrième affrontement entre les deux leaders de leur génération se tient dans l'Arlington Classic, où Challedon égalise à deux victoires partout, Johnstown se classant troisième. Ce sera aussi le dernier : Johnstown, blessé, ne reverra plus jamais un hippodrome, et les six victoires de Challedon au cours de l'automne, dont un record du monde sur 1 900 mètres établi dans les Tranter Stakes, lui valent finalement le titre de 3 ans de l'année et, surtout, celui de cheval de l'année 1939.
L'année suivante, Challedon remporte cinq de ses sept sorties, dont les très épreuves majeures que sont la Hollywood Gold Cup et le Whitney Stakes, et achève sa saison par un doublé historique, le premier et le dernier, dans le prestigieux Pimlico Special. En fin d'année, il est élu pour la seconde fois cheval de l'année, aux dépens d'un certain Seabiscuit. En 1941, Challedon poursuit sa carrière en Californie, sous les ordres d'un nouvel entraîneur (son troisième, il en aura quatre en tout) et avec pour objectif le Santa Anita Handicap. Mais ses trois premières courses sont désastreuses : le cheval souffre du tendon et sa saison est rapidement écourtée. Avec un tel palmarès, sa carrière aurait pu s'arrêter là, et pourtant le revoilà un an plus tard, d'abord en Floride, puis sur la côte Est. Mais Challedon n'est plus le même cheval. Il ne s'impose que deux fois en treize apparitions, raflant tout de même le Philadelphia Handicap. Il achève sa longue carrière dans des handicaps de second ordre, et cette année de compétition restera comme l'année de trop. Admis au Hall of Fame des courses américaines en 1977, Whirlaway est classé au 38e rang de la liste des 100 chevaux américains du XXe siècle établie en 1999 par le magazine Blood-Horse. 

### Résumé de carrière
| Date         | Hippodrome        | Pays        | Course                        | Distance    | Jockey         | Place       | Écart       | Vainqueur ou deuxième |
| 1938, 2 ans  | 1938, 2 ans       | 1938, 2 ans | 1938, 2 ans                   | 1938, 2 ans | 1938, 2 ans    | 1938, 2 ans | 1938, 2 ans | 1938, 2 ans           |
| ------------ | ----------------- | ----------- | ----------------------------- | ----------- | -------------- | ----------- | ----------- | --------------------- |
| 6 juillet    | Delaware Park     | États-Unis  | General Race                  | 1 100 m     | O. Laidley     | 3e / 7      | 6           | Birch Rod             |
| 7 septembre  | Narragansett Park | États-Unis  | Maiden                        | 1 200 m     | O. Laidley     | 1er / 8     | 4           | Greedan               |
| 17 septembre | Havre de Grace    | États-Unis  | Eastern Shore Handicap        | 1 200 m     | O. Laidley     | 12e / 15    | 6 ½         | Time Alone            |
| 15 octobre   | Laurel            | États-Unis  | Laurel Futurity               | 1 200 m     | George Seabo   | 1er / 12    | nez         | War Moon              |
| 29 octobre   | Narragansett Park | États-Unis  | New England Futurity          | 1 700 m     | George Seabo   | 1er / 7     | 2           | Impound               |
| 12 novembre  | Pimlico           | États-Unis  | Pimlico Futurity              | 1 700 m     | George Seabo   | 1er / 8     | 1 ½         | Third Degree          |
| 1939, 3 ans  |                   |             |                               |             |                |             |             |                       |
| 22 avril     | Havre de Grace    | États-Unis  | Chesapeake Stakes             | 1 700 m     | George Seabo   | 3e / 9      | 2 ½         | Gilded Knight         |
| 6 mai        | Churchill Downs   | États-Unis  | Kentucky Derby                | 2 000 m     | George Seabo   | 2e / 8      | 8           | Johnstown             |
| 13 mai       | Pimlico           | États-Unis  | Preakness Stakes              | 1 900 m     | George Seabo   | 1er / 6     | 1 ¼         | Gilded Knight         |
| 17 juin      | Aqueduct          | États-Unis  | Dwyer Stakes                  | 1 800 m     | George Seabo   | 3e / 5      | 7           | Johnstown             |
| 24 juin      | Delaware Park     | États-Unis  | Kent Handicap                 | 1 700 m     | George Seabo   | 3e / 9      | 2           | Sun Lover             |
| 4 juillet    | Suffolk Downs     | États-Unis  | Yankee Handicap               | 1 900 m     | Harry Richards | 1er / 6     | 1           | Hash                  |
| 12 juillet   | Suffolk Downs     | États-Unis  | Massachusetts Hall of Fame    | 1 800 m     | Harry Richards | 4e / 12     | 6           | Fighting Fox          |
| 22 juillet   | Arlington Park    | États-Unis  | Arlington Classic             | 2 000 m     | Harry Richards | 1er / 5     | cte tête    | Sun Lover             |
| 26 août      | Narragansett Park | États-Unis  | JC Thornton Memorial Handicap | 1 800 m     | Harry Richards | 2e / 6      | 1 ½         | Porter's Mite         |
| 2 septembre  | Narragansett Park | États-Unis  | Narragansett Special Handicap | 1 900 m     | Harry Richards | 1er / 6     | 3           | Kayak                 |
| 16 septembre | Hawthorne         | États-Unis  | Hawthorne Gold Cup            | 2 000 m     | Harry Richards | 1er / 8     | 3/4         | Gridiron              |
| 30 septembre | Havre de Grace    | États-Unis  | Havre de Grace Handicap       | 1 800 m     | George Woolfe  | 1er / 6     | 4           | Robert L.             |
| 10 octobre   | Keeneland         | États-Unis  | Tranter Stakes                | 1 900 m     | George Woolfe  | 1er / 5     | 4           | Hash                  |
| 21 octobre   | Laurel            | États-Unis  | Maryland Heart                | 2 000 m     | George Woolfe  | 1er / 5     | 4           | Genral Mowlee         |
| 1er novembre | Pimlico           | États-Unis  | Pimlico Special               | 1 900 m     | Eddie Arcaro   | 1er / 3     | 1/2         | Kayak                 |
| 1940, 4 ans  |                   |             |                               |             |                |             |             |                       |
| 9 juillet    | Suffolk Downs     | États-Unis  | General Race                  | 1 700 m     | George Woolfe  | 1er / 2     | 2 ½         | Many Strings          |
| 17 juillet   | Suffolk Downs     | États-Unis  | Massachusetts Hall of Fame    | 1 800 m     | George Woolfe  | 3e / 11     | 2 ½         | Eight Thirty          |
| 27 juillet   | Hollywood Park    | États-Unis  | Hollywood Gold Cup            | 2 000 m     | George Woolfe  | 1er / 11    | 1 ¼         | Specify               |
| 27 août      | Saratoga          | États-Unis  | Whitney Stakes                | 2 000 m     | George Woolfe  | 1er / 3     | nez         | Isolator              |
| 21 septembre | Narragansett Park | États-Unis  | Narragansett Special Stakes   | 1 900 m     | George Woolfe  | 2e / 9      | 1/2         | Hash                  |
| 28 septembre | Havre de Grace    | États-Unis  | Havre de Grace Handicap       | 1 800 m     | George Woolfe  | 1er / 4     | 3           | Honey Cloud           |
| 1er novembre | Pimlico           | États-Unis  | Pimlico Special               | 1 900 m     | George Woolfe  | 1er / 2     | 2           | Can't Wait            |
| 1941, 5 ans  |                   |             |                               |             |                |             |             |                       |
| 22 février   | Santa Anita       | États-Unis  | San Antonio Handicap          | 1 700 m     | George Woolfe  | 7e / 11     | 7           | Mioland               |
| 1er mars     | Santa Anita       | États-Unis  | Santa Anita Handicap          | 2 000 m     | George Woolfe  | 14e / 16    | 18          | Bay View              |
| 4 juillet    | Hollywood Park    | États-Unis  | American Handicap             | 1 800 m     | George Woolfe  | 8e / 10     | 8           | Mioland               |
| 1942, 6 ans  |                   |             |                               |             |                |             |             |                       |
| 7 février    | Hialeah Park      | États-Unis  | General Race                  | 1 400 m     | George Woolfe  | 2e / 7      | 2           | Sheriff Culkin        |
| 16 février   | Hialeah Park      | États-Unis  | General Race                  | 1 800 m     | George Woolfe  | 2e / 6      | 5           | Ponty                 |
| 24 février   | Hialeah Park      | États-Unis  | General Race                  | 1 400 m     | George Woolfe  | 1er / 6     | 3           | Signator              |
| 28 février   | Hialeah Park      | États-Unis  | General Race                  | 1 800 m     | George Woolfe  | 5e / 9      | 6 ¼         | Market Wise           |
| 7 mars       | Hialeah Park      | États-Unis  | Widener Handicap              | 2 000 m     | George Woolfe  | 6e / 17     | 1 ½         | The Rhymer            |
| 18 avril     | Havre de Grace    | États-Unis  | General Race                  | 1 700 m     | George Woolfe  | 2e / 6      | tête        | Alaking               |
| 25 avril     | Havre de Grace    | États-Unis  | Philadelphia Handicap         | 1 700 m     | George Woolfe  | 1er / 7     | nez         | Mioland               |
| 6 mai        | Pimlico           | États-Unis  | Dixie Handicap                | 1 900 m     | George Woolfe  | 4e / 8      | 1 ¼         | Whirlaway             |
| 26 mai       | Belmont Park      | États-Unis  | Handicap Race                 | 1 800 m     | George Woolfe  | 2e / 4      | 5           | Shut Out              |
| 26 septembre | Havre de Grace    | États-Unis  | Havre de Grace Handicap       | 1 800 m     | George Woolfe  | 8e / 9      | 14          | Tola Rose             |
| 17 octobre   | Laurel            | États-Unis  | Handicap Race                 | 1 700 m     | George Woolfe  | 5e / 5      | 8           | Equifox               |
| 4 novembre   | Pimlico           | États-Unis  | Handicap Race                 | 1 700 m     | George Woolfe  | 3e / 7      | 2 ¼         | Ksar of Audley        |
| 17 novembre  | Bowie             | États-Unis  | Handicap Race                 | 1 800 m     | P. Keeper      | 5e / 5      | 5           | Sir Alfred            |

## Au haras
Challedon ne brilla pas vraiment au cours de sa seconde carrière comme étalon, mais donna tout de même une poignée de très bons chevaux, au premier rang desquels Donor (Champagne Stakes, Saratoga Handicap, New York Handicap, Manhattan Handicap). Victime d'une fracture dans son pré, il meurt en 1958, à 22 ans.

## Origines
Challedon, par ses succès, a fortement contribué à donner à son père Challenger son seul titre de tête de liste des étalons américains en 1939. Ce cheval irlandais, qui avait rejoint l'Amérique à prix d'or après deux succès au pays natal à 2 ans, ne remporta pas la moindre victoire outre-Atlantique, handicapé par une blessure qu'il ne surmonta jamais. Il est en revanche devenu un étalon de premier plan, auteur d'un autre membre du Hall of Fame, la grande Gallorette. Laura Gal, la mère de Challedon, fut une modeste compétitrice, mais donna plusieurs gagnants au haras. 

### Pedigree
| Origines de Challedon (USA), mâle bai né en 1936 | Origines de Challedon (USA), mâle bai né en 1936 | Origines de Challedon (USA), mâle bai né en 1936 | Origines de Challedon (USA), mâle bai né en 1936 |
| ------------------------------------------------ | ------------------------------------------------ | ------------------------------------------------ | ------------------------------------------------ |
| Père Challenger 1927                             | Swynford 1907                                    | John O'Gaunt                                     | Isinglass                                        |
| Père Challenger 1927                             | Swynford 1907                                    | John O'Gaunt                                     | La Flèche                                        |
| Père Challenger 1927                             | Swynford 1907                                    | Canterbury Pilgrim                               | Tristan                                          |
| Père Challenger 1927                             | Swynford 1907                                    | Canterbury Pilgrim                               | Pilgrimage                                       |
| Père Challenger 1927                             | Sword Play 1921                                  | Great Sport                                      | Gallinule                                        |
| Père Challenger 1927                             | Sword Play 1921                                  | Great Sport                                      | Gondolette                                       |
| Père Challenger 1927                             | Sword Play 1921                                  | Flash of Steel                                   | Royal Realm                                      |
| Père Challenger 1927                             | Sword Play 1921                                  | Flash of Steel                                   | Flaming Vixen                                    |
| Mère Laura Gal 1929                              | Sir Gallahad 1920                                | Teddy                                            | Ajax                                             |
| Mère Laura Gal 1929                              | Sir Gallahad 1920                                | Teddy                                            | Rondeau                                          |
| Mère Laura Gal 1929                              | Sir Gallahad 1920                                | Plucky Liege                                     | Spearmint                                        |
| Mère Laura Gal 1929                              | Sir Gallahad 1920                                | Plucky Liege                                     | Concertina                                       |
| Mère Laura Gal 1929                              | Laura Dianti 1923                                | Wrack                                            | Robert le Diable                                 |
| Mère Laura Gal 1929                              | Laura Dianti 1923                                | Wrack                                            | Samphire                                         |
| Mère Laura Gal 1929                              | Laura Dianti 1923                                | Lady Errant                                      | Knight Errant                                    |
| Mère Laura Gal 1929                              | Laura Dianti 1923                                | Lady Errant                                      | Outcome (famille 12-c)                           |